# Hod Chile

Bandera de Israel con los colores de la bandera arcoíris, utilizada como emblema por la organización.

Hod Chile fue una corporación de judíos chilenos, principalmente practicantes del judaísmo reformista, que contribuyeron a través del activismo en favor de la diversidad sexual y cuyo lema era judíos por la diversidad. Su sede estaba ubicada en Santiago de Chile y su secretario general y coordinador fue Yosef Gallardo.
«Hod», que en hebreo quiere decir «otro», hace referencia a que se reconocían como una agrupación parte de una minoría en el país, tanto sexual como religiosa, y que estaban insertos en una sociedad en la que no pretenden que sean vistos como iguales, sino que distintos, promoviendo la aceptación de esa diferencia.

## Historia
La agrupación surgió en 2011 a partir de reuniones entre judíos chilenos para desarrollar actividades de apoyo a la diversidad sexual y los derechos humanos. Obtuvo su personalidad jurídica el 13 de agosto de 2013, y en ese mismo año el grupo adquirió notoriedad al ser la primera agrupación LGBT de Chile en celebrar el Yom Ha'atzmaut mediante un stand informativo.
A nivel nacional trabajan en conjunto con el Movimiento de Integración y Liberación Homosexual (MOVILH) y a nivel internacional con otras organizaciones de judíos pro-gay, como la organización de Judíos Argentinos Gays (JAG) y la The World Congress of GLBT Jews, organismo mundial que unifica a todas las comunidades LGBT judías. Participan activamente en actos públicos de índole político, cultural o religioso, eventos y manifestaciones que tengan relación con la igualdad de derechos para los homosexuales, como el acceso al matrimonio igualitario y la adopción homoparental, la defensa de los derechos humanos, la tolerancia social hacia la comunidad LGBT, la no discriminación, la lucha contra la homofobia, entre otros ámbitos.
Cada año están presentes en la Marcha del Orgullo LGBT de Santiago de Chile y se han manifestado públicamente en apoyo a la Ley de Antidiscriminación, que otorgó mayor protección a las minorías sexuales y religiosas, y al Acuerdo de Vida en Pareja, ambas iniciativas presentadas por el primer Gobierno de Sebastián Piñera.